# Lycaena caudatus
Lycaena caudatus är en fjärilsart som beskrevs av Otto Staudinger 1901. Lycaena caudatus ingår i släktet Lycaena och familjen juvelvingar. Inga underarter finns listade i Catalogue of Life.